# Vase bleu (Pompéi)
L'amphore aux amours vendangeurs (en italien : Anforetta con amorini vendemmiatori), plus connue sous le nom de Vase bleu, est une célèbre amphore antique datant du Ier siècle apr. J.-C., trouvée dans les fouilles de Pompéi et conservée depuis au musée archéologique national de Naples.

## Histoire
L'amphore a vu le jour dans un atelier campanien, avant l'éruption du Vésuve en 79. L'atelier l'ayant réalisé n'étant pas connu, on a émis l'hypothèse qu'en raison d'affinités stylistiques, c'est le même atelier qui a produit le vase Portland conservé au British Museum de Londres. L'objet a été découvert lors des fouilles archéologiques de Pompéi le 29 décembre 1837, à l'intérieur d'une sépulture. Plus précisément, il a été extrait de la niche d'une tombe à chambre faisant face à la Villa delle Colonne a mosaico.
En plus d'être un exemple de la prospérité dans laquelle vivaient les Pompéiens au début de l'époque impériale, c'est l'un des objets en verre de l'époque romaine les mieux conservés jusqu'à nos jours.

## Description

### Technique et forme
L'amphore a été réalisée avec la technique du verre camée : sur une surface sombre a été appliquée une couche de pâte de verre blanche sur laquelle ont été finement ciselées les scènes visibles sur le vase,.
En travaillant de cette manière, les artisans pouvaient obtenir un effet similaire à celui des camées, certainement de manière plus économique et simple, étant donné que des formes complexes étaient difficilement réalisées sur les camées. Cette amphore est l'exemple le plus connu de vase en verre camée avec le vase Portland. 
La forme allongée de cette œuvre fait référence aux récipients en argile qui étaient utilisés pour le transport et la conservation du vin, et est encore prolongée par le bouton qui conclut la pointe du fond.

### Première scène

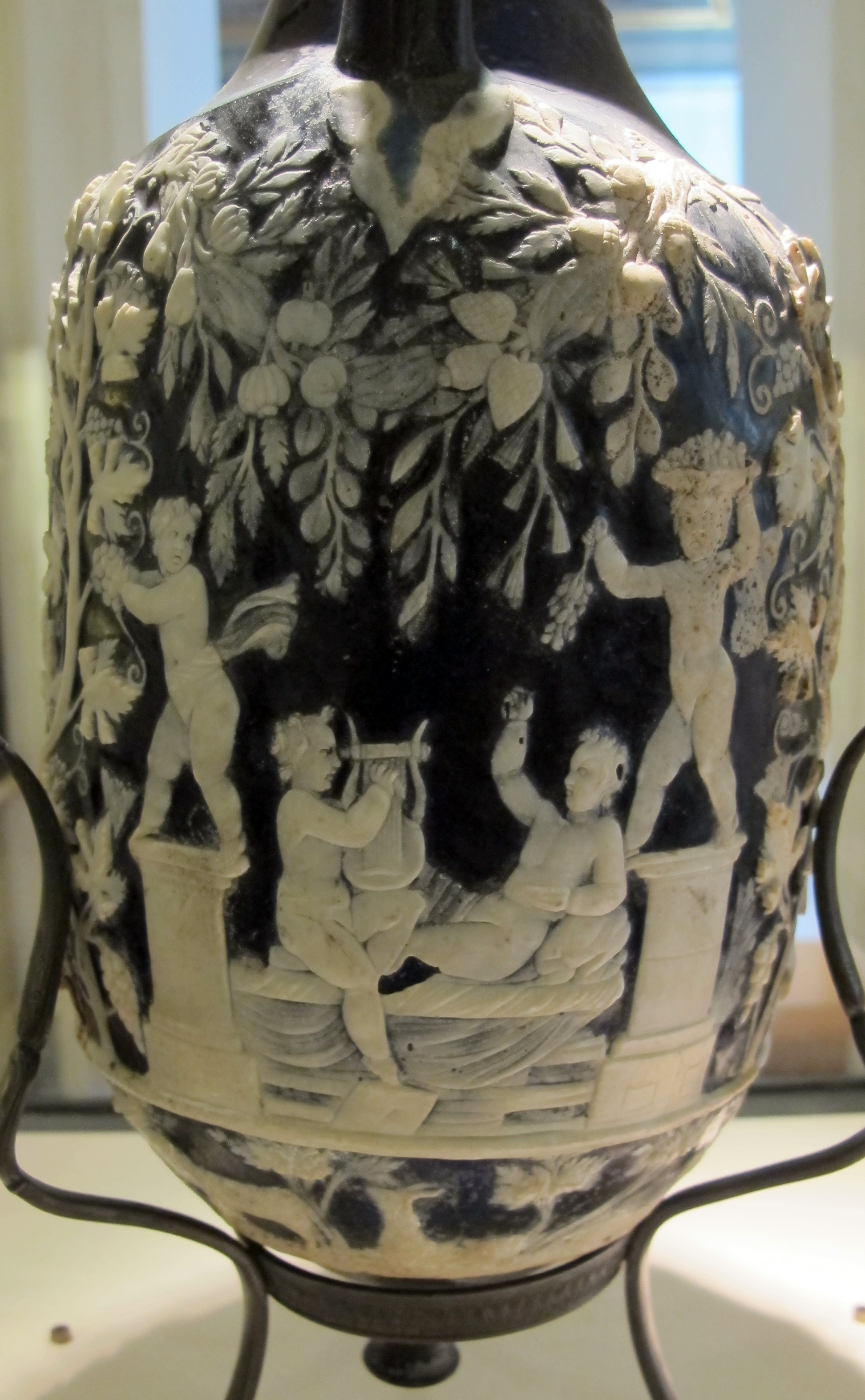
La première scène.

Dans la première scène du récipient, on voit un riche décor d'éléments naturels (feuilles, coquelicots, coings, branches de laurier) qui part directement du corps du vase. Dessous se trouve un putto détendu et à moitié allongé sur un lit, tenant un petit récipient. En face de lui, un autre joue de la cithare.
Les deux se retrouvent entre deux autres amours, élevés sur des socles, en train de cueillir des grappes de raisin, dans une scène faisant donc clairement référence à Bacchus.

### Deuxième scène
Dans la deuxième scène, toujours introduite par le dense décor végétal, on voit, à droite, un jeune homme qui, équipé d'un thyrse, le bâton rituel de Dionysos, s'affaire à écraser dans un grand récipient les raisins qu’y place un autre garçon à gauche. Assis de chaque côté se trouvent deux autres putti. Celui de droite joue de la flûte de Pan et celui de gauche de l'aulos.

### Décorations

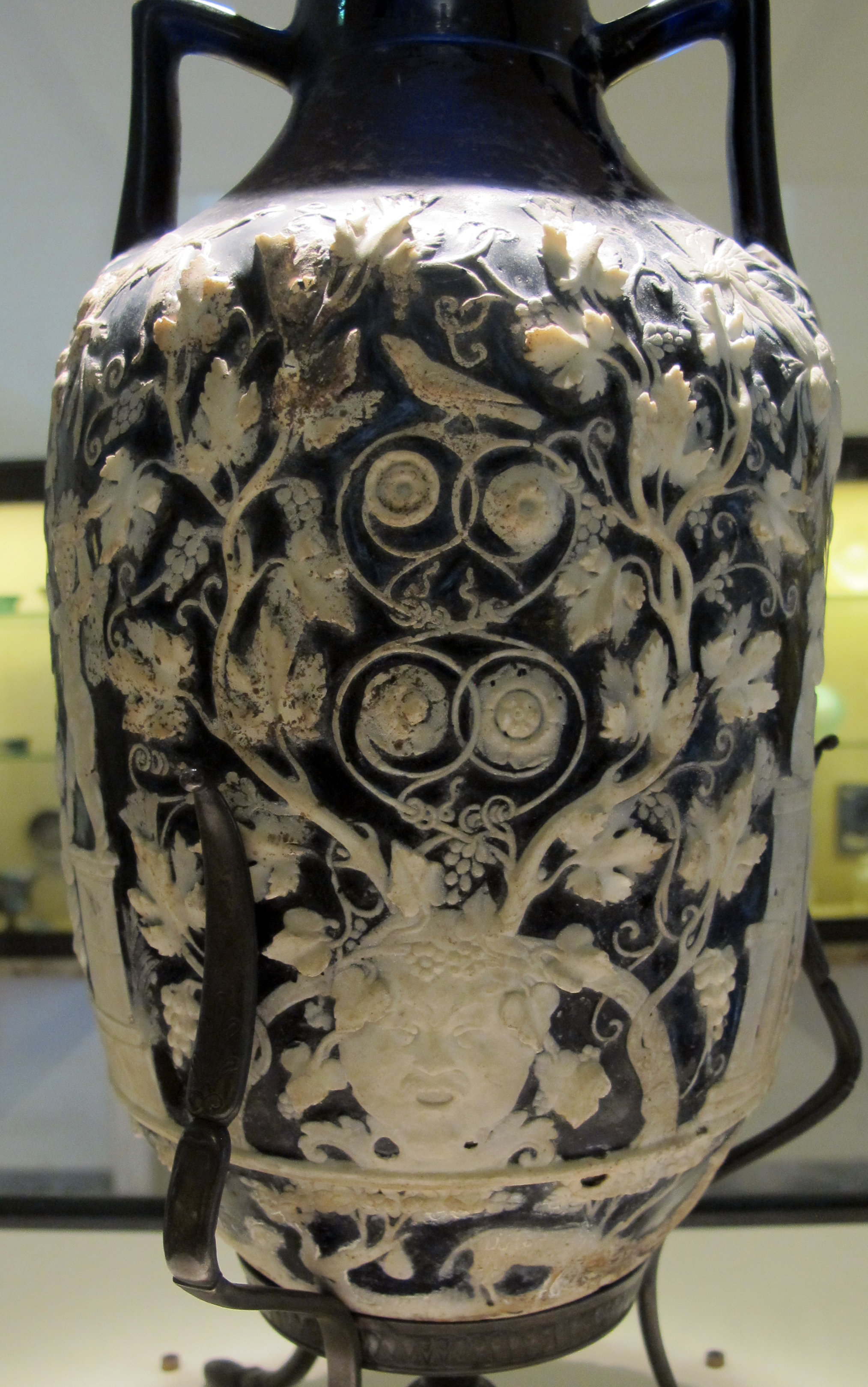
La décoration entre les deux scènes.

Entre les scènes, de chaque côté, une riche décoration se déploie au-dessus d'un grand masque de satyre orné de guirlandes de lierre : de vigoureux sarments de vigne portant des feuilles et des grappes de raisin entourent de minces rameaux vrillés formant des volutes surmontées par un oiseau,.
Enfin, dans la partie inférieure, des chèvres et des moutons pâturent entre des arbres,. 
Les nombreuses références au dieu Bacchus confèrent à cette œuvre une atmosphère de grâce ludique, dans un environnement naturel d'une fertilité généreuse où les vendanges se font sans effort.